# Gerald Dolan
Gerald J. Dolan (* 27. Mai 1945 in Philadelphia, Pennsylvania; † 17. Juni 2008 in Huntingdon Valley, Pennsylvania) war ein US-amerikanischer Festkörperphysiker.

## Leben
Dolan studierte Physik an der University of Pennsylvania mit dem Bachelor-Abschluss cum laude 1967 und an der Cornell University, an der er 1973 bei John Silcox promoviert wurde. Als Post-Doktorand war er 1973 bis 1976 an der State University of New York at Stony Brook (SUNY) bei J. E. Lukens, wo er über supraleitende dünne Filme forschte, und ab 1976 war er an den Bell Laboratories, wo er zunächst als Post-Doktorand unter Theodore A. Fulton arbeitete. 1987 wechselte er zu IBM am Thomas J. Watson Research Center. Von 1989 bis 1996 war er Professor an der University of Pennsylvania (Trustee Professor of Physics). 1996 ging er zu Immunicon Corporation als Berater in Medizinischer Physik. Er war auch kurz Gastwissenschaftler an der Universität Twente.
Er war ein Pionier in der Entwicklung kleiner Schaltkreise zum Studium des quantenmechanischen Verhaltens von Festkörpern bis zur Beobachtung der Bewegung einzelner Elektronen. 1987 entwickelte er mit Theodore A. Fulton an den Bell Laboratories den ersten Einzelelektronentransistor. Zuletzt wandte er sich Anwendungen in der Medizin zu.
2000 erhielt er den Oliver E. Buckley Condensed Matter Prize mit Theodore A. Fulton und Marc A. Kastner für Pionierleistungen zu Einzelektroneneffekten in mesoskopischen Systemen.